# Daniil Kvjat
Daniil Vjačeslavovič Kvjat (in russo Даниил Вячеславович Квят?; traslitterazione anglosassone Daniil Kvyat; Ufa, 26 aprile 1994) è un pilota automobilistico russo attivo anche con licenza italiana.
Vincitore della GP3 Series 2013, è stato attivo in Formula 1 dal 2014 al 2017 con Red Bull e Toro Rosso, e dal 2019 al 2020 di nuovo con la scuderia italiana, che nel 2020 è rinominata AlphaTauri. Il suo numero di gara è il 26. Dal 2023 è pilota ufficiale Lamborghini per il progetto LMDh.

## Carriera

### Kart (2009)
Kvjat corse nei kart sia in Russia, sia in Italia. Nel 2009 concluse 3º nel Campionato Europeo KF3 e 2º nella WSK International Series.

### Formula BMW (2010)

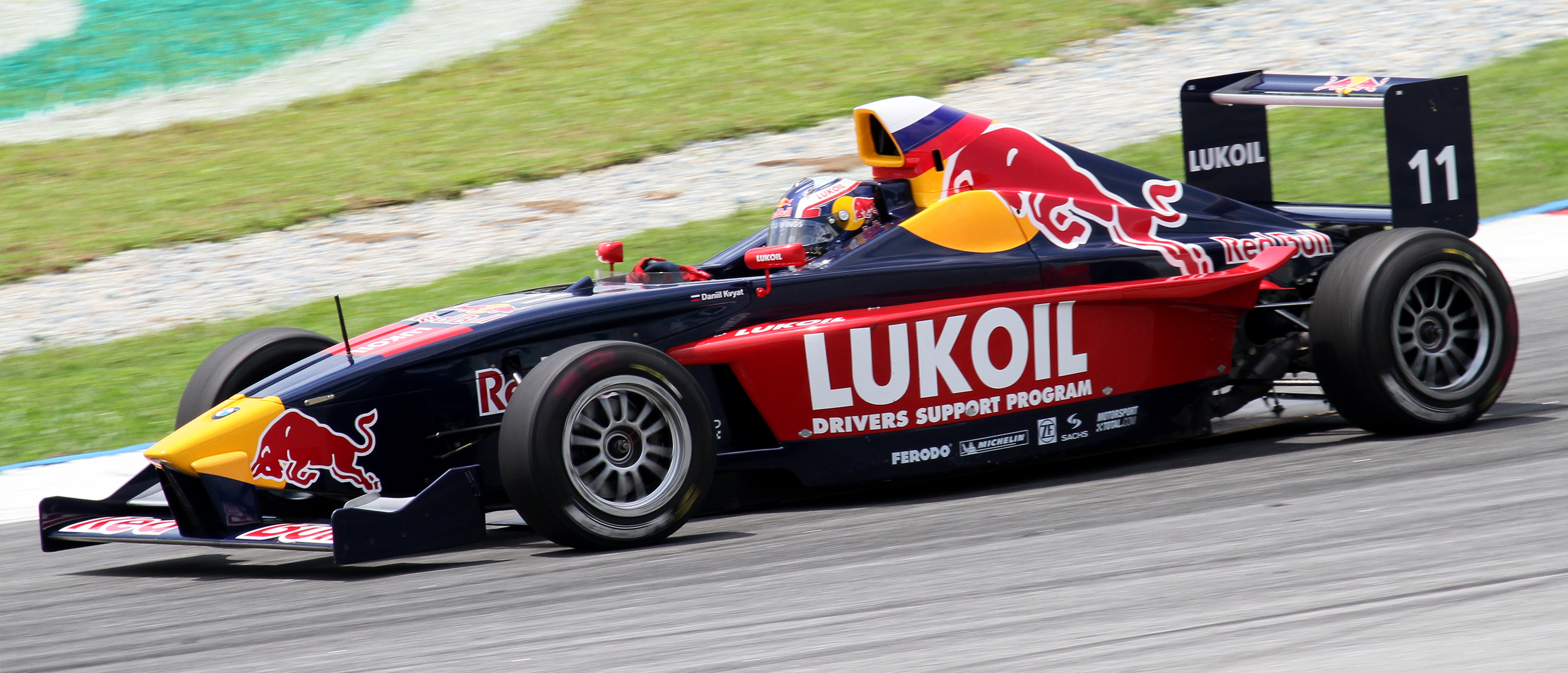
Kvjat nel 2010 in Formula BMW

Kvjat iniziò la sua carriera in monoposto nel 2010 in Formula BMW Pacific con il team EuroInternational a Sepang. Nella sua prima gara partì dal 6º posto, ma finì solo 19º. Arrivò 5º in gara-2. Nel corso della stagione, entrò a far parte del programma giovani della Red Bull, il Red Bull Junior Team e debuttò nella Formula BMW Europe con lo stesso team. Concluse il campionato al 10º posto, ottenendo come miglior risultato un 2º a Monza.

### Toyota Racing Series (2011)
Kvjat partecipò alla Toyota Racing Series nel gennaio e febbraio 2011 alla guida della Victory Motor Racing, chiudendo 5º e vincendo il Trofeo Dan Higgins a Manfeild e altri cinque podii.

### Formula Renault (2010-2012)
Dopo due gare alla Koiranen GP nella Formula Renault 2.0 2010 nelle finali a Barcellona e un 4º posto in Formula Renault britannica nello stesso anno, Kvjat raggiunse questo team con il suo compagno in Formula BMW e nel vivaio Red Bull Carlos Sainz Jr. per l'intera stagione 2011 sia in Eurocup sia nella Northern European Cup. Concluse 2º dietro proprio a Sainz Jr. nella Northern European Cup, con sette vittorie (tra cui un hat-trick a Monza). In Eurocup fu preceduto anche dal rivale in Formula BMW, Robin Frijns: lì ottenne due vittorie, a Spa-Francorchamps e al Nürburgring.
Nell'anno successivo Kvjat rimase in Formula Renault, partecipando sia alla Formula Renault 2.0 Alps, sia all'Eurocup. Il suo debutto nella prima serie fu segnato da una doppia vittoria a Monza. A maggio tornò in Eurocup e centrò una doppia vittoria al primo round della stagione ad Alcañiz. Vinse il campionato di Formula Renault 2.0 Alps e concluse 2º in Eurocup, in seguito a una drammatica gara finale a Barcellona, quando, mentre era al comando sotto una pioggia battente, perse completamente l'aderenza delle sue gomme negli ultimi giri. Perse il titolo per 10 punti, ma rimase nel programma giovani della Red Bull e partecipò alla GP3 nel 2013.

### GP3 e Formula 3 europea (2013)
Nel 2013 gareggiò nella GP3 Series con il team MW Arden e nella Formula 3 europea con la Carlin Motorsport, competizione per la quale non gli vennero attribuiti punti in quanto iscritto in un secondo momento rispetto all'inizio stagione. Ottenne cinque pole position, sette podi e una vittoria a Zandvoort. La sua prima vittoria vide un inusuale errore da parte degli organizzatori: a Zandvoort non era presente l'inno nazionale russo per celebrare la vittoria. La crescita in GP3 fu rapida. Ottenne il primo podio nella sua quinta gara-1, vinse le successive due e lottò fino all'ultimo per la vittoria del campionato con Facu Regalia, spuntandola ad Abu Dhabi, dove il 3 novembre 2013 ottenne il titolo vincendo gara-1. Una prestazione da sottolineare la ottenne a Monza: Kvjat ottenne pole, vittoria, giro più veloce e concluse con cinque secondi di vantaggio sul 2º.

### Formula 1

#### 2014: Debutto in Toro Rosso

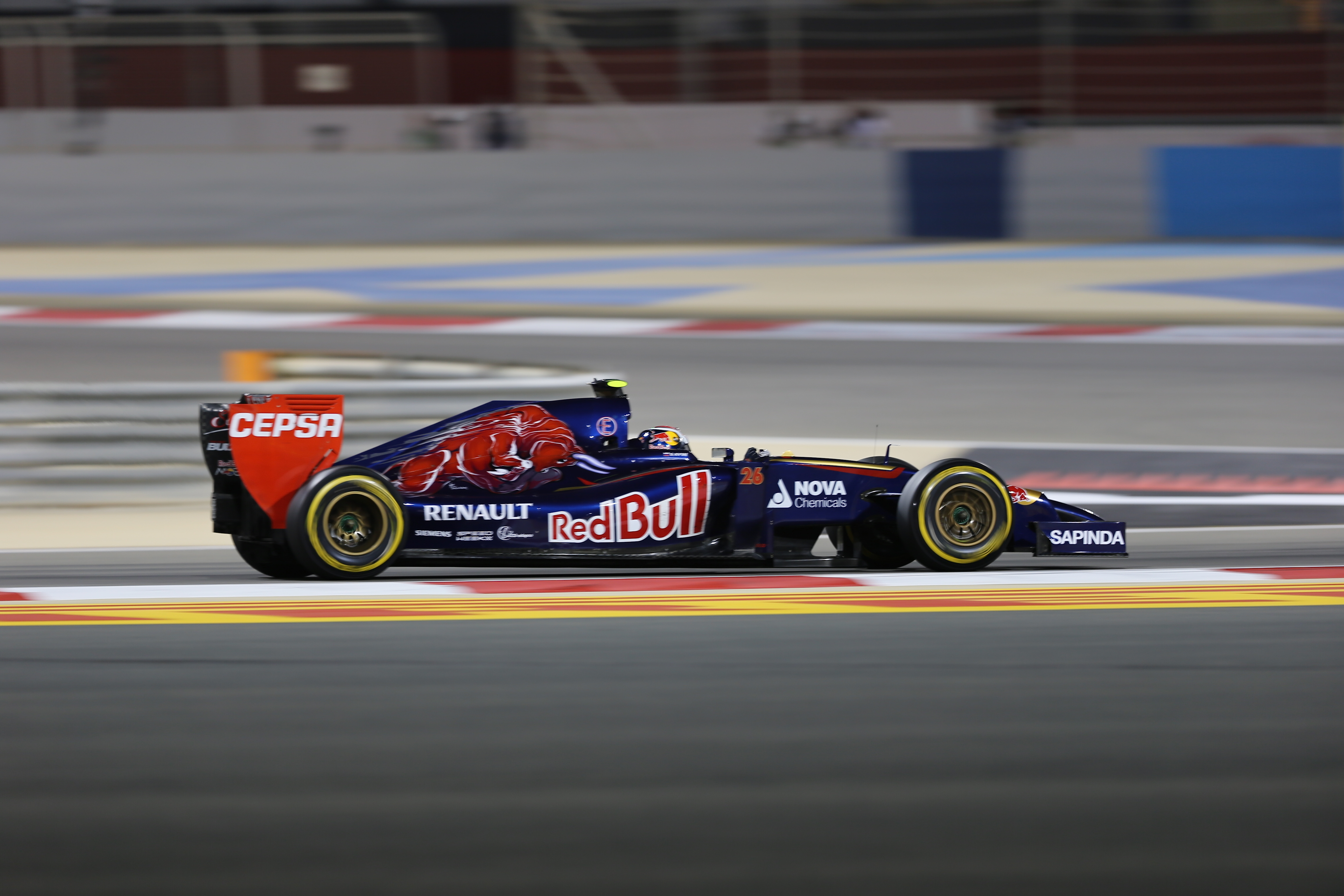
Kvjat alla guida della Toro Rosso STR9 nel corso del Gran Premio del Bahrein 2014

Nell'ottobre 2013 fu ufficializzato il suo ingaggio come pilota della Scuderia Toro Rosso in Formula 1 per il 2014, insieme al francese Jean-Éric Vergne. Il russo prese il volante lasciato libero da Daniel Ricciardo, in seguito alla promozione dell'australiano nel team Red Bull. In accordo con il team principal del team italiano, Franz Tost, la squadra considerò anche António Félix da Costa e Carlos Sainz Jr. per il sedile, ma Kvjat li impressionò con grandi performance: fu più costante del portoghese nel 2013 e ottenne risultati migliori dello spagnolo in GP3. In vista degli ultimi due gran premi della stagione di F1 2013, effettuò una serie di test a Misano, ottenendo la superlicenza con la quale poté guidare, come terzo pilota, la Toro Rosso ufficiale durante i turni del venerdì degli eventi.
Al suo debutto da pilota titolare, nel Gran Premio d'Australia 2014, si qualificò in ottava posizione e tagliò il traguardo al nono posto, diventando il pilota più giovane a ottenere punti iridati, record battuto l'anno seguente da Max Verstappen. Conquistò altri due piazzamenti a punti nei Gran Premi della Malesia e di Cina, chiusi entrambi al decimo posto.
Dopo una serie di tre ritiri per problemi tecnici, Kvjat tornò a punti in Gran Bretagna, dove giunse nono. Il pilota russo ottenne lo stesso piazzamento anche nel Gran Premio del Belgio.
Il 4 ottobre 2014, a Suzuka, venne annunciato il suo ingaggio come pilota titolare della Red Bull per la stagione 2015 in sostituzione del quattro volte campione del mondo Sebastian Vettel.
Nel Gran Premio di casa il pilota russo ottenne la sua miglior prestazione in qualifica, facendo segnare il quinto tempo. In gara, però, la monoposto si rivelò meno competitiva, impedendogli di cogliere un piazzamento a punti. Nel conclusivo Gran Premio di Abu Dhabi Kvjat conquistò nuovamente il quinto posto in griglia di partenza, ma anche in questa occasione non riuscì a segnare punti, venendo costretto al ritiro da problemi meccanici.
Il pilota russo chiuse la sua stagione di debutto al quindicesimo posto in classifica assoluta, con 8 punti.

#### 2015: Promozione in Red Bull

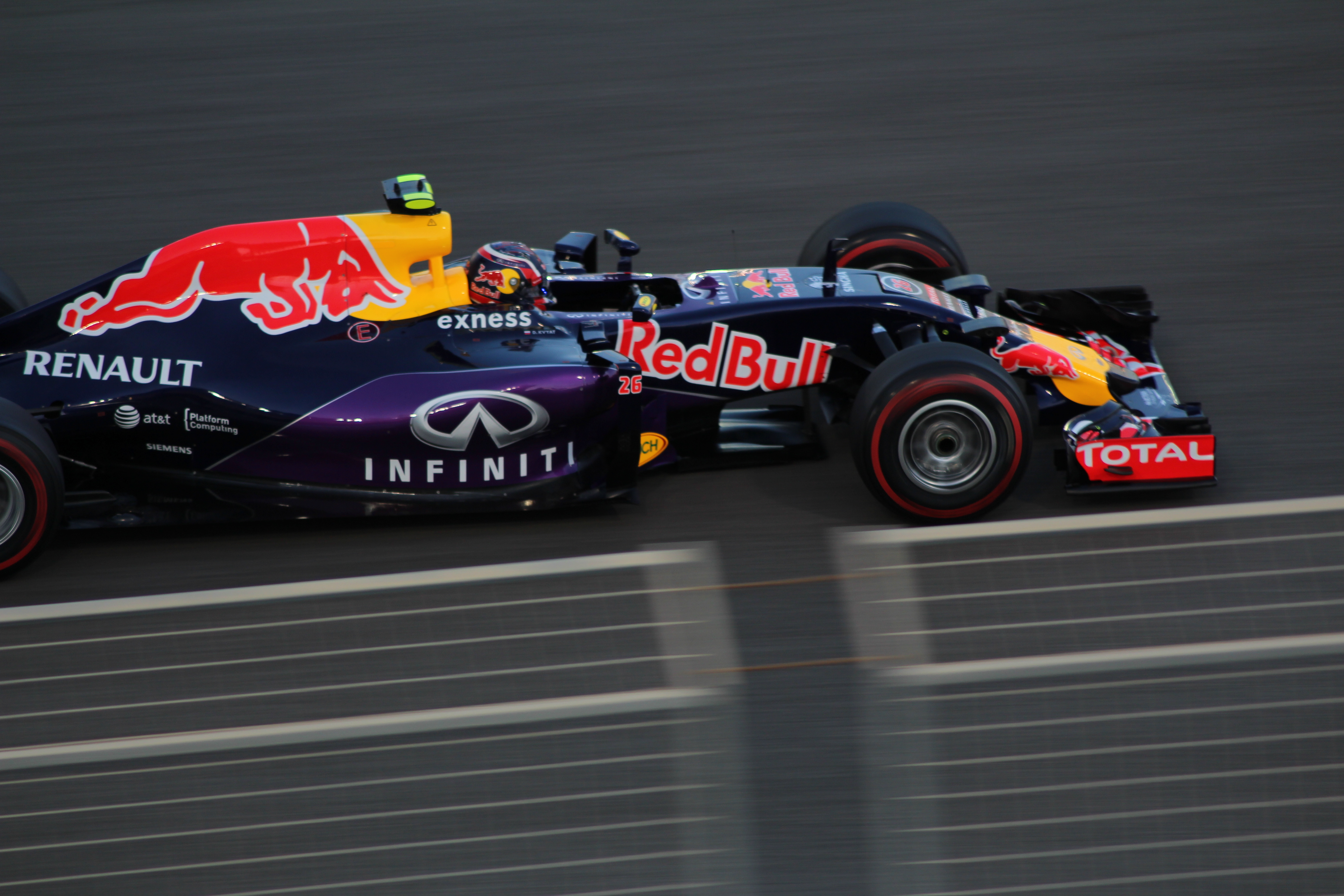
Kvjat alla guida della Red Bull RB11 nel corso del Gran Premio di Abu Dhabi 2015

Il 2015 inizia con il russo che arriva nel team ufficiale Infiniti Red Bull Racing in sostituzione del tedesco Sebastian Vettel.
Tuttavia il pilota russo ebbe un debutto difficile con la sua nuova scuderia, ritirandosi per un problema tecnico ancor prima della partenza del Gran Premio d'Australia. Nelle prime cinque gare Kvjat conquistò appena cinque punti, frutto di due noni ed un decimo posto, venendo eliminato nella prima sessione di qualifica nel Gran Premio del Bahrein.
A Monaco la Red Bull si mostrò più competitiva: Kvjat si qualificò in quinta posizione, alle spalle del compagno di squadra, mentre in gara il pilota russo ebbe la meglio, tagliando il traguardo in quarta posizione. Le due gare successive furono più avare di soddisfazioni per il pilota russo, che conquistò un nono posto in Canada e un dodicesimo posto in Austria, in una gara compromessa dai danni riportati dalla monoposto nel corso del primo giro.
Dopo un sesto posto a Silverstone, nel Gran Premio d'Ungheria Kvjat conquistò il suo miglior risultato in carriera, tagliando il traguardo in seconda posizione davanti al compagno di squadra Daniel Ricciardo.
A Suzuka durante la Q3 del Gran Premio del Giappone andò a sbattere violentemente contro i muri di protezione dopo aver perso il controllo del posteriore sull'erba ed essere andato in testacoda ad oltre 230 km/h. La sua RB11 uscì distrutta dall'impatto, ma la cellula di sopravvivenza resse bene all'urto, e Kvjat rimase illeso.
Nel prosieguo della stagione il pilota russo non ottenne altri podi, conquistando però diversi arrivi a punti, tra i quali due quarti posti in Belgio e in Messico.
Kvjat concluse la stagione al settimo posto assoluto, davanti al compagno di squadra Ricciardo, con 95 punti ed ottenendo la conferma in Red Bull per il 2016.

#### 2016: Red Bull e retrocessione in Toro Rosso

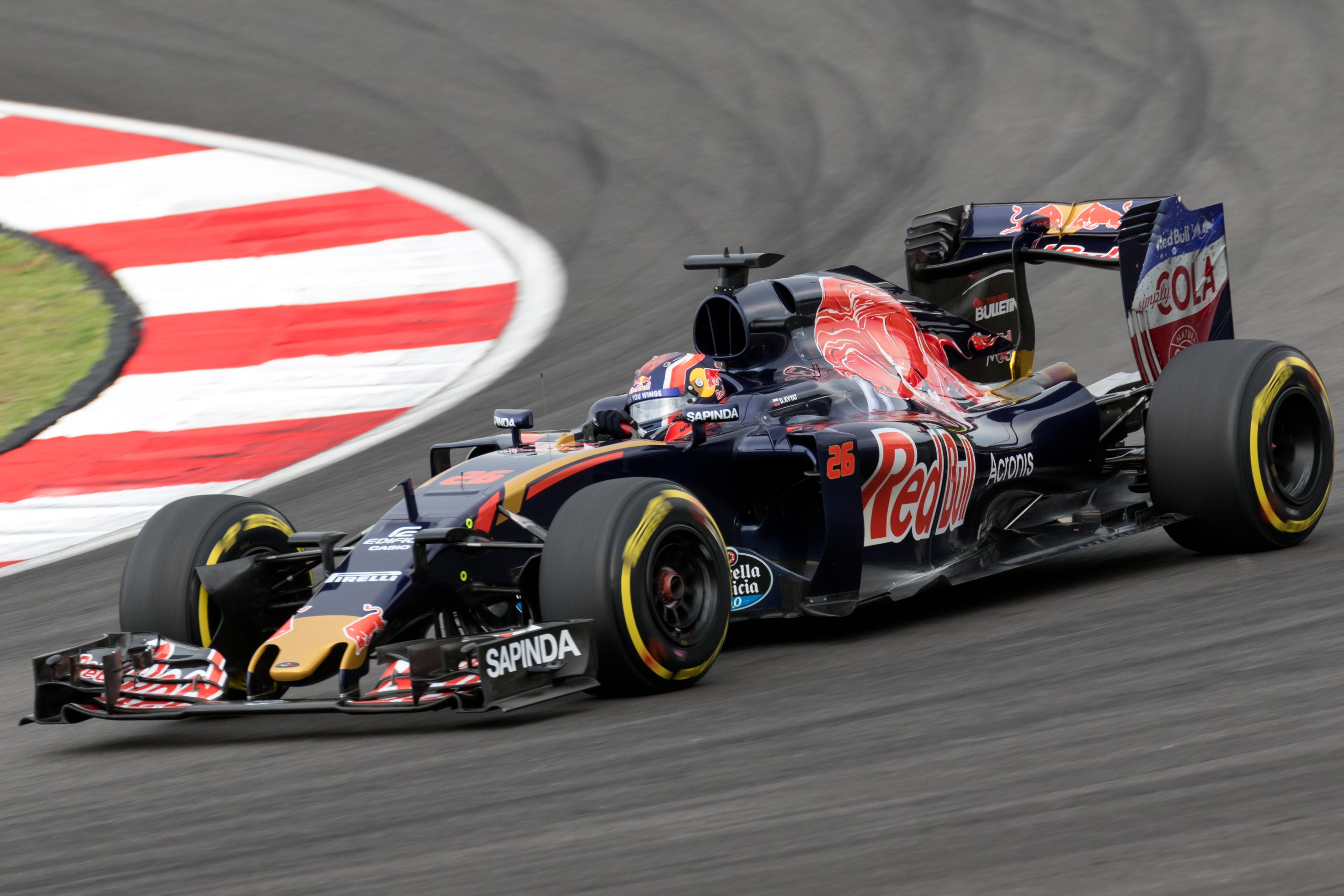
Kvjat nelle prove libere del Gran Premio della Malesia

Il 2016 inizia con la Red Bull RB12, una monoposto più matura della precedente RB11 nei test invernali.
La sua seconda stagione in Red Bull si aprì in modo simile alla precedente: nell'inaugurale Gran Premio d'Australia dopo una qualifica difficile il pilota russo fu costretto al ritiro già prima del via per un problema tecnico.
Giunto a punti nel successivo Gran Premio del Bahrein, in Cina Kvjat tagliò il traguardo in terza posizione. A fine gara il pilota della Red Bull ebbe una discussione con Sebastian Vettel, che lo accusava di aver effettuato una manovra azzardata alla prima curva, in seguito alla quale il pilota tedesco era entrato in contatto col compagno di squadra Kimi Räikkönen; i commissari di gara non rilevarono tuttavia scorrettezze nel comportamento di Kvjat. Nel Gran Premio di casa Kvjat fu nuovamente coinvolto in un incidente con Vettel, tamponandolo alla prima curva e mettendolo poi fuori gara in un ulteriore contatto poche centinaia di metri dopo. In questa occasione il pilota russo fu ritenuto colpevole dell'incidente e fu di conseguenza penalizzato; l'incidente e la penalità compromisero la sua gara e Kvjat tagliò il traguardo in quindicesima posizione.
Dopo il GP di casa la Red Bull decise di retrocedere Kvjat in Toro Rosso, promuovendo al suo posto Max Verstappen, precedentemente in forza alla scuderia italiana.
Il ritorno in Toro Rosso fu complicato per Kvjat: in Spagna il pilota russo chiuse al decimo posto, dopo aver fatto segnare il giro più veloce, ma a questo risultato seguì una serie di diverse gare chiuse fuori dalla zona punti. Nella seconda parte di stagione, complice una minore competitività della monoposto, Kvjat conquistò punti solamente a Silverstone e a Singapore, giungendo rispettivamente decimo e nono; chiuse il campionato al quattordicesimo posto, con 25 punti.

#### 2017: Gli ultimi gran premi con la Toro Rosso

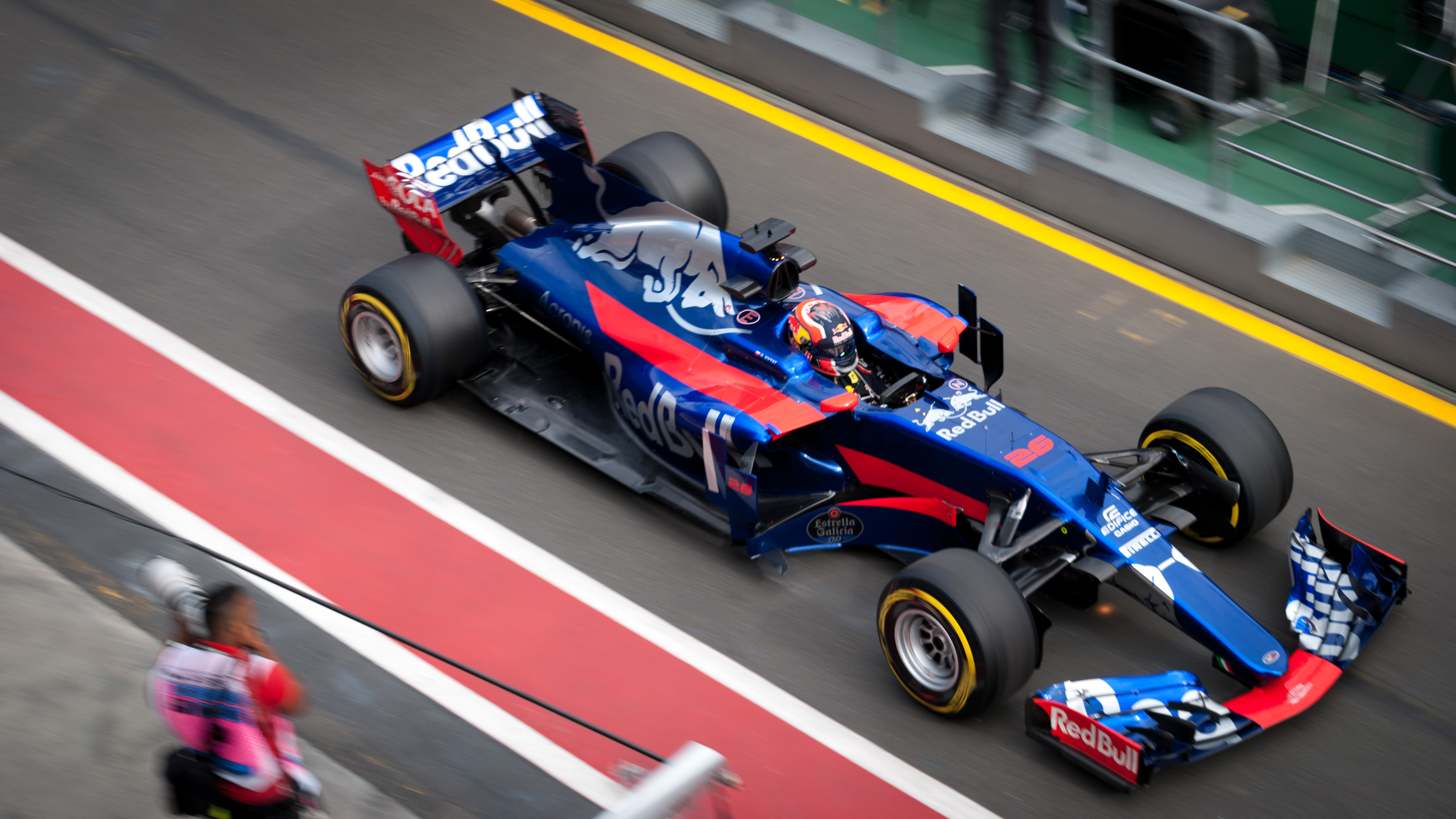
Kvyat nel 2017

Nonostante i risultati negativi, Kvjat fu confermato in Toro Rosso per il 2017. Dopo un avvio difficile, con due noni posti in Australia e Spagna come unici piazzamenti a punti, il 26 settembre, in vista del Gran Premio della Malesia, venne retrocesso a terzo pilota, quindi appiedato, per lasciar posto a Pierre Gasly alla guida della Toro Rosso a fianco di Sainz. Il 7 ottobre, ufficializzando il passaggio di Sainz in Renault già per gli ultimi quattro gran premi della stagione, venne annunciato il ritorno di Kvjat come pilota titolare per il Gran Premio degli Stati Uniti, dove giunse decimo; già dall'appuntamento successivo, tuttavia, il russo venne nuovamente sostituito con Brendon Hartley, che nella gara precedente aveva invece preso il posto di Gasly impegnato in Super Formula. Tale sostituzione divenne poi definitiva, in quanto la stessa scuderia annunciò il licenziamento del pilota russo, rimasto appiedato per il resto della stagione.

#### 2018: Collaudatore per la Ferrari
Nel 2018 Kvjat venne ingaggiato dalla Ferrari come pilota di collaudo e sviluppo.

#### 2019: Il ritorno in Toro Rosso e sul podio

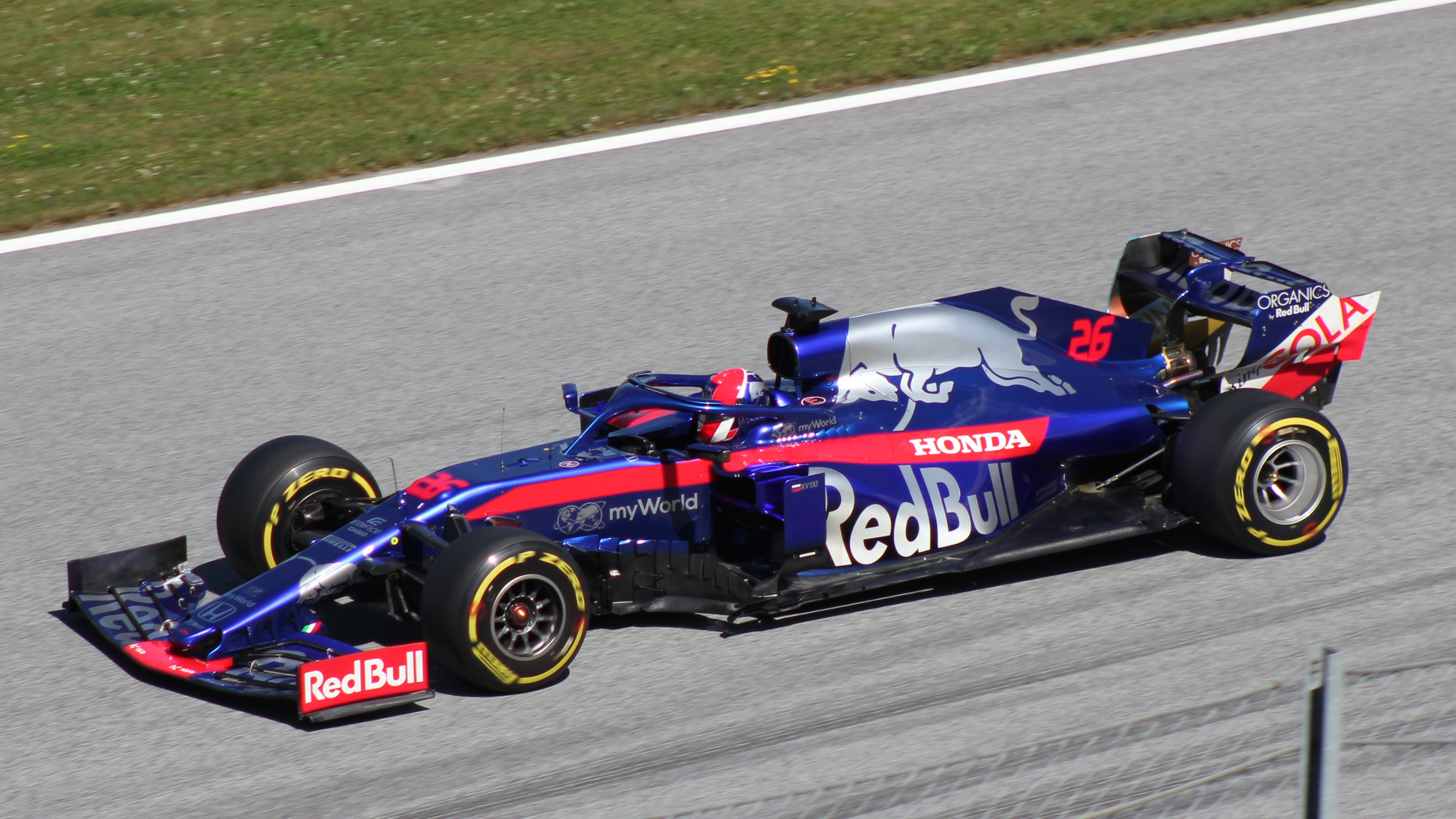
Kvjat in Austria nel 2019

Il 29 settembre 2018, alla vigilia del Gran Premio di Russia, venne annunciato il suo ingaggio per la stagione 2019 dalla Scuderia Toro Rosso per sostituire Pierre Gasly, passato in Red Bull. Tornò così titolare in Formula 1 dopo una stagione da collaudatore con la Ferrari.

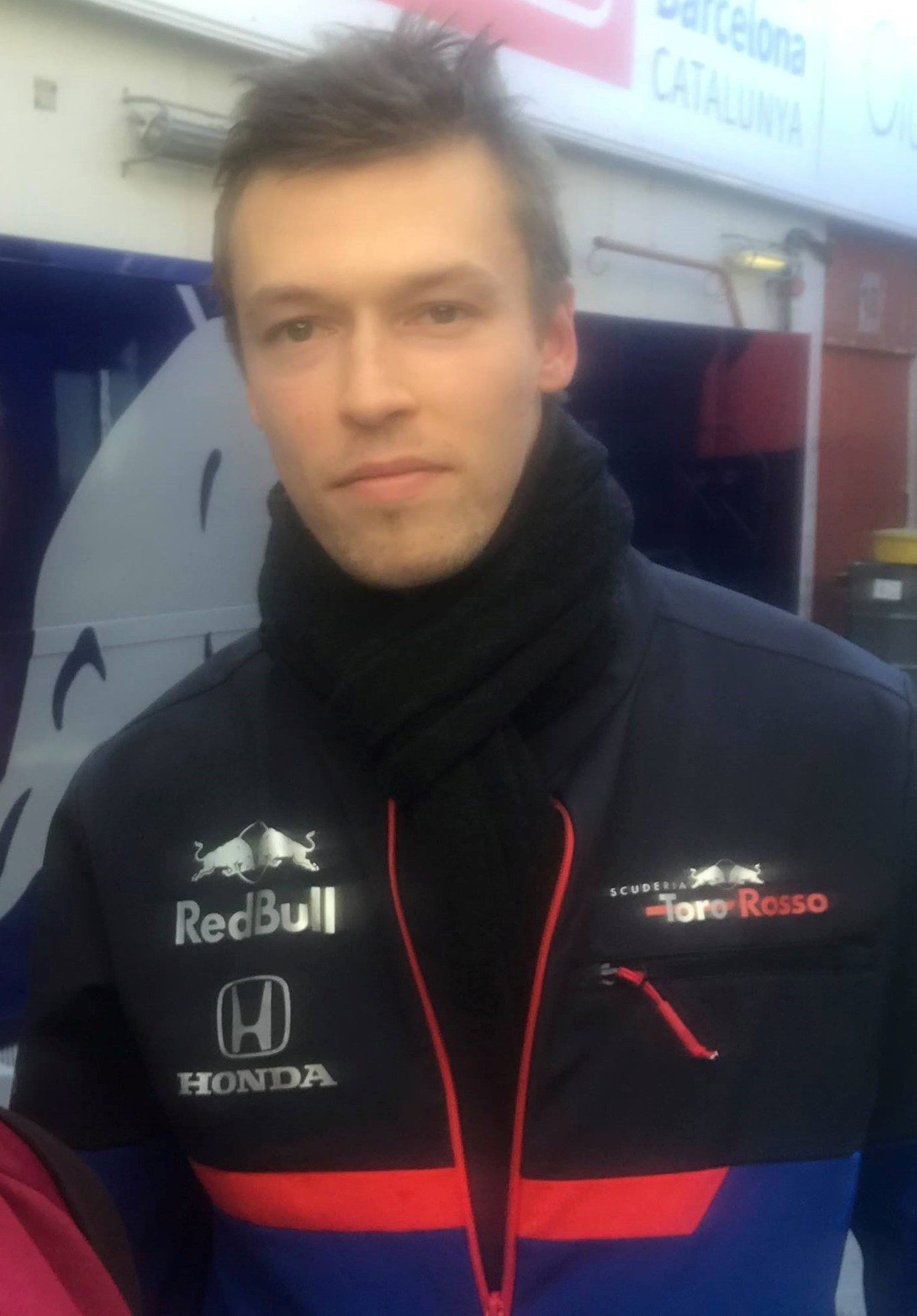
Daniil Kvjat nei test prestagionali del 2019

L'avvio della stagione fu buono, con il pilota russo che fu capace di battere spesso sia in qualifica sia in gara il compagno di squadra Alexander Albon, ottenendo anche diversi piazzamenti a punti. Nel corso del Gran Premio di Germania, grazie alle condizioni variabili e alle numerose uscite della safety car, riuscì a salire sul gradino più basso del podio dopo aver occupato la seconda posizione fino al penultimo giro, in cui venne sorpassato dalla Ferrari di Sebastian Vettel. La Toro Rosso arrivò così a podio per la seconda volta nella propria storia, 11 anni dopo la vittoria dello stesso Vettel nel Gran Premio d'Italia 2008, mentre per il pilota russo si trattò del terzo podio in Formula 1. Chiuse la stagione al 13º posto con 37 punti.

#### 2020: L'ultimo anno con AlphaTauri

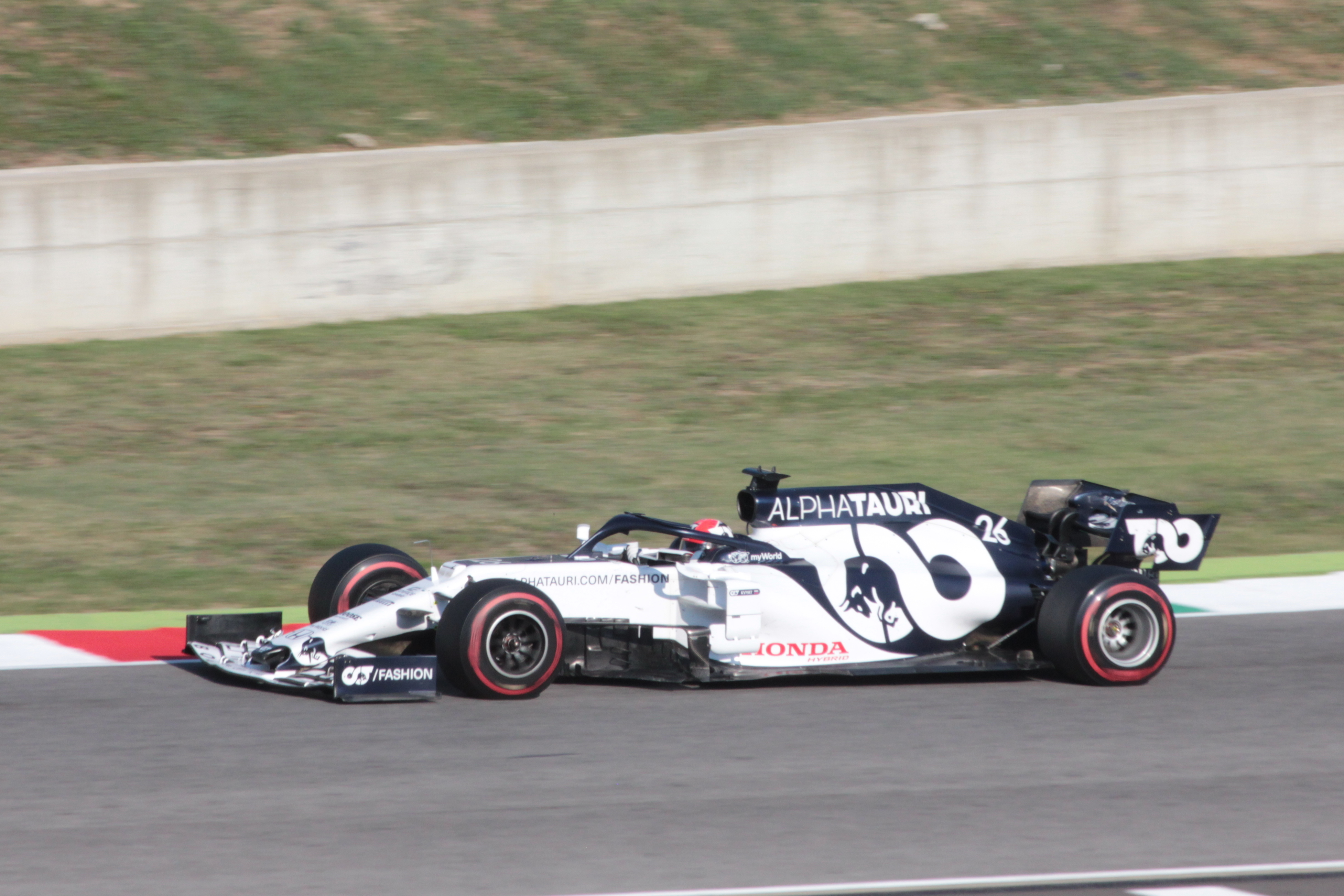
Kvjat alla guida della sua AT01 al Mugello

Nella stagione 2020 Kvjat venne confermato dalla scuderia, che cambiò nome in AlphaTauri. Il russo ottenne risultati altalenanti, non riuscendo a raggiungere con costanza piazzamenti a punti; come miglior risultato ottenne un quarto posto al Gran Premio dell'Emilia-Romagna, dove Kvjat sfiorò il podio giungendo però infine alle spalle della Renault R.S.20 guidata da Daniel Ricciardo. Chiuse la stagione al 14º posto con 32 punti, molto distante dal compagno di squadra Gasly. Il 16 dicembre 2020 l'AlphaTauri annunciò che Kvjat non era riconfermato per la stagione 2021, venendo sostituito dal giapponese del Red Bull Junior Team Yuki Tsunoda giunto terzo nel Campionato FIA di Formula 2.

#### 2021: Terzo pilota Alpine
Il 1º marzo 2021 venne annunciato il suo ingaggio come terzo pilota per l'Alpine F1 Team per il 2021.

### Dopo la Formula 1

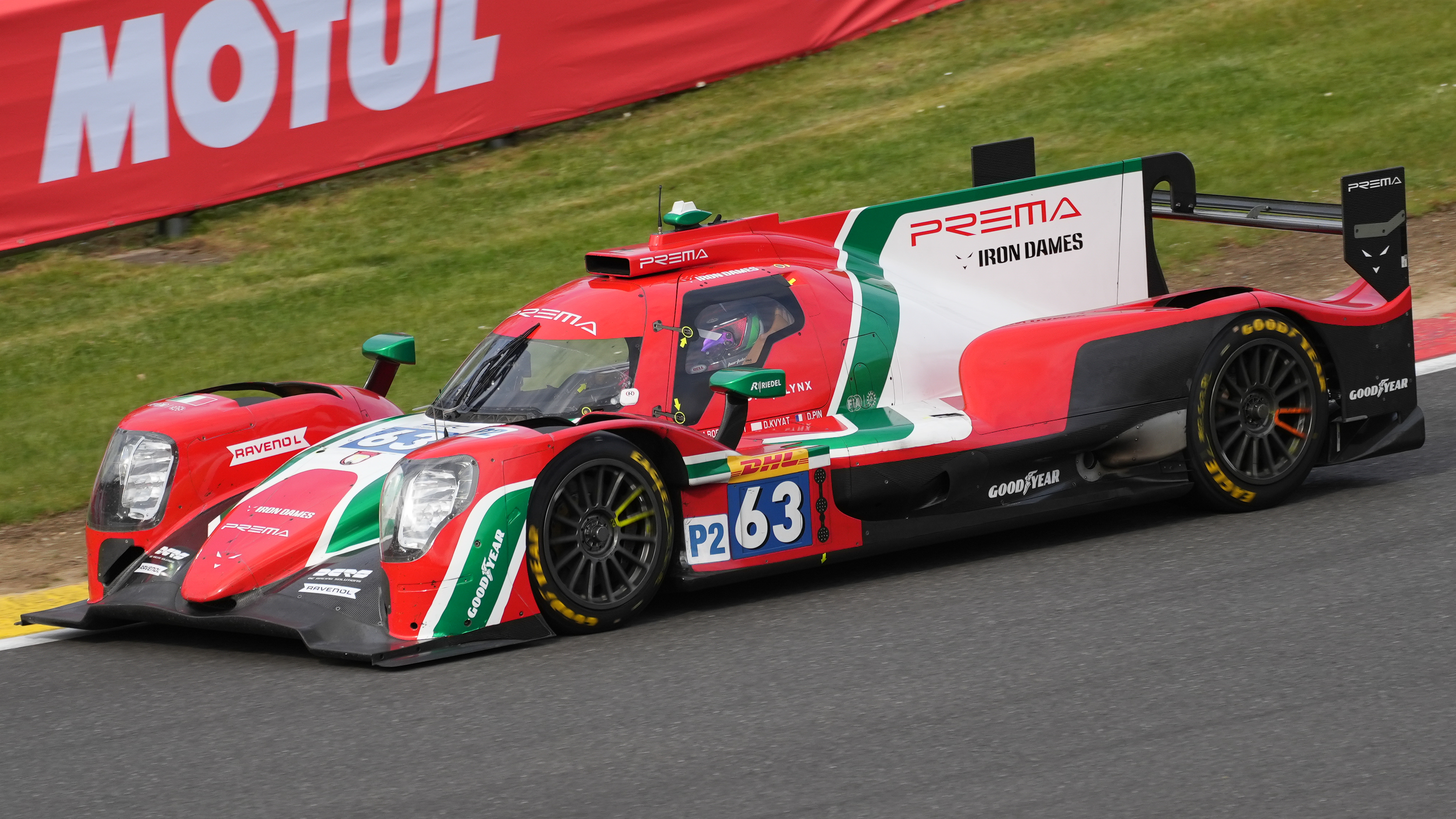
Daniil Kvjat durante la 6 ore di Spa 2023

Dopo un anno passato come pilota di riserva per il team Alpine, Kvjat nel 2022 si unisce al team G-Drive Racing per partecipare al Campionato del mondo endurance nella classe LMP2. In seguito ai provvedimenti assunti dalla FIA in reazione all'invasione russa dell'Ucraina, il team decide però di ritirarsi prima dell'inizio della stagione. Nel luglio dello stesso anno Kvyat debutta nella NASCAR Cup Series nel weekend d'Indianapolis, Il pilota russo scende in pista con la Toyota Camry #26 del Team Hezeberg. Nel resto della stagione prende parte ad altre due corse della Cup Series e una nella Xfinity Series. In patria partecipa e vince al campionato endurance nazionale, guidando per G-Drive Racing.
Per la stagione 2023, Kvjat passa al Campionato del mondo endurance con il team Prema Racing, dividerà l'Oreca 07 nella classe LMP2 con Doriane Pin e Mirko Bortolotti. Sempre nel 2023 prende parte a Berlino dei Rookie della Formula E guidando per il team NIO 333 Racing.

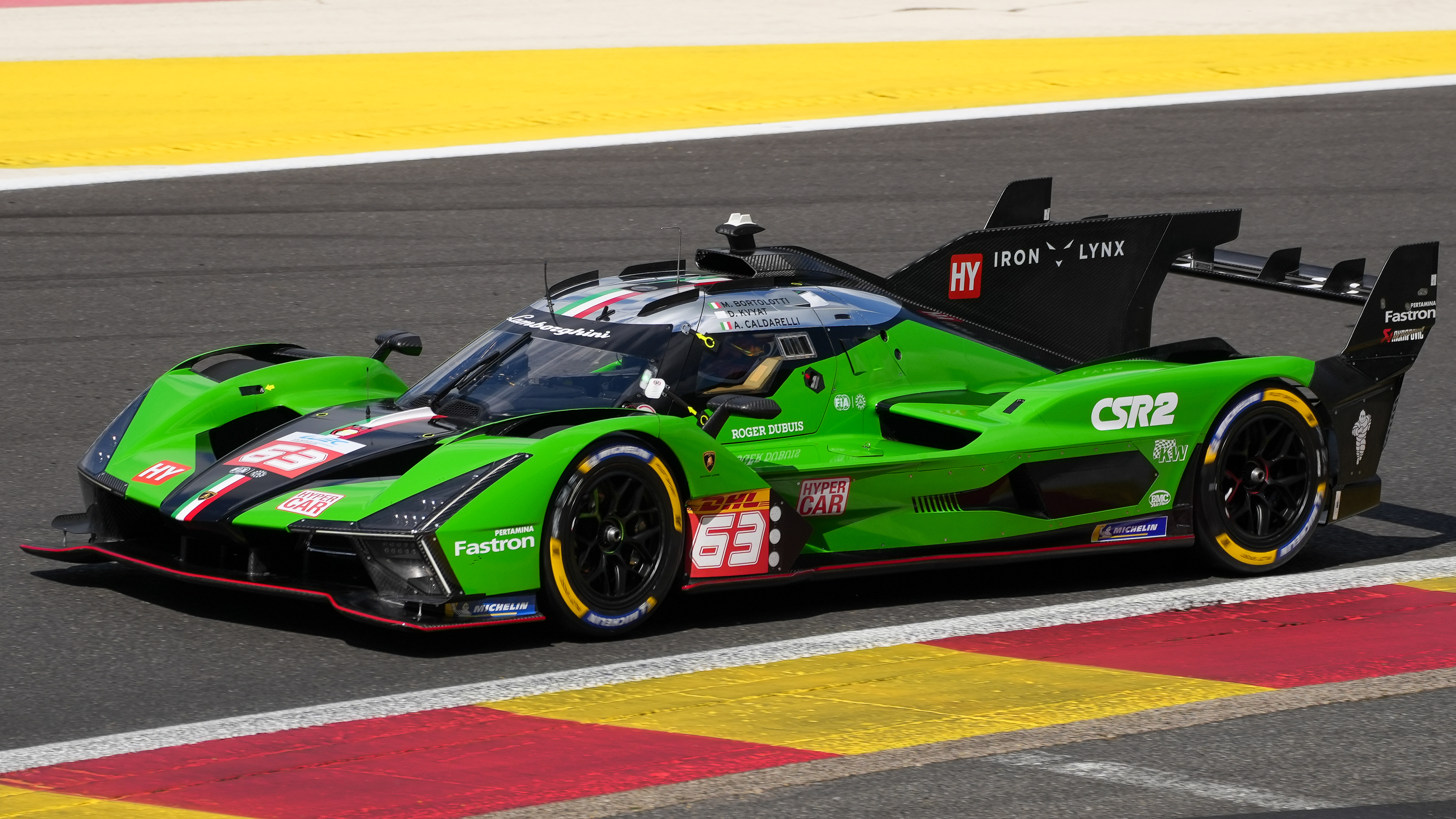
La Lamborghini SC63 di Kvjat durante la 6 ore di Spa 2024

Nel aprile dello stesso anno viene scelto come pilota ufficiale della Lamborghini per il progetto LMDh. In agosto scende in pista con Andrea Caldarelli e Mirko Bortolotti per i primi test con la Lamborghini SC63 sul Circuito di Imola.

## Vita privata
Kvjat ha vissuto a Roma con la sua famiglia, per poi trasferirsi a Monaco. Parla fluentemente quattro lingue: inglese, spagnolo, italiano e russo. Tra gli hobby di Kvjat sono inclusi il calcio e lo sci. È tifoso del club russo di hockey Salavat Julaev Ufa. Dal 2016 al 2019 ha avuto una relazione con Kelly Piquet, figlia dell'ex pilota automobilistico Nelson e con la quale ha avuto una figlia, Penelope, nata il 27 luglio 2019.

## Risultati

### Sommario
| Anno | Serie                            | Team                                    | Gare         | Vittorie     | Pole         | Gpv          | Podi         | Punti        | Pos.         |
| ---- | -------------------------------- | --------------------------------------- | ------------ | ------------ | ------------ | ------------ | ------------ | ------------ | ------------ |
| 2010 | Formula BMW Europe               | EuroInternational                       | 16           | 0            | 0            | 0            | 1            | 138          | 10º          |
| 2010 | Formula BMW Pacific              | EuroInternational                       | 8            | 2            | 2            | 0            | 5            | 0            | N.C.†        |
| 2010 | Formula Renault UK Winter Series | Koiranen Motorsport                     | 6            | 0            | 1            | 0            | 2            | 109          | 4º           |
| 2010 | Eurocup Formula Renault 2.0      | Koiranen Motorsport                     | 2            | 0            | 0            | 0            | 0            | 0            | N.C.†        |
| 2011 | Eurocup Formula Renault 2.0      | Koiranen Motorsport                     | 14           | 2            | 2            | 3            | 6            | 155          | 3º           |
| 2011 | Formula Renault 2.0 NEC          | Koiranen Motorsport                     | 20           | 7            | 2            | 5            | 13           | 431          | 2º           |
| 2011 | Finali di Formula Renault UK     | Koiranen Motorsport                     | 6            | 0            | 0            | 1            | 2            | 111          | 3º           |
| 2011 | Toyota Racing Series             | Victory Motor Racing                    | 12           | 1            | 1            | 3            | 6            | 138          | 5º           |
| 2012 | Eurocup Formula Renault 2.0      | Koiranen Motorsport                     | 14           | 7            | 3            | 5            | 9            | 234          | 2º           |
| 2012 | Formula Renault 2.0 Alps         | Koiranen Motorsport                     | 14           | 7            | 4            | 4            | 8            | 217          | 1º           |
| 2013 | GP3 Series                       | MW Arden                                | 16           | 3            | 2            | 4            | 5            | 168          | 1º           |
| 2013 | Formula 3 europea                | Carlin                                  | 21           | 1            | 5            | 1            | 7            | 0            | N.C.†        |
| 2013 | Formula 1                        | Scuderia Toro Rosso                     | Collaudatore | Collaudatore | Collaudatore | Collaudatore | Collaudatore | Collaudatore | Collaudatore |
| 2014 | Formula 1                        | Scuderia Toro Rosso                     | 19           | 0            | 0            | 0            | 0            | 8            | 15º          |
| 2015 | Formula 1                        | Red Bull Racing                         | 19           | 0            | 0            | 0            | 1            | 95           | 7º           |
| 2016 | Formula 1                        | Red Bull Racing                         | 4            | 0            | 0            | 0            | 1            | 25           | 14º          |
| 2016 | Formula 1                        | Scuderia Toro Rosso                     | 17           | 0            | 0            | 1            | 0            | 25           | 14º          |
| 2017 | Formula 1                        | Scuderia Toro Rosso                     | 15           | 0            | 0            | 0            | 0            | 5            | 19º          |
| 2018 | Formula 1                        | Scuderia Ferrari                        | Terzo pilota | Terzo pilota | Terzo pilota | Terzo pilota | Terzo pilota | Terzo pilota | Terzo pilota |
| 2019 | Formula 1                        | Scuderia Toro Rosso                     | 21           | 0            | 0            | 0            | 1            | 37           | 13º          |
| 2020 | Formula 1                        | Scuderia AlphaTauri                     | 17           | 0            | 0            | 0            | 0            | 32           | 14º          |
| 2021 | Formula 1                        | Alpine F1 Team                          | Terzo pilota | Terzo pilota | Terzo pilota | Terzo pilota | Terzo pilota | Terzo pilota | Terzo pilota |
| 2022 | NASCAR Cup Series                | Team Hezeberg by Reaume Brothers Racing | 3            | 0            | 0            | 0            | 0            | 1            | 61º          |
| 2022 | NASCAR Xfinity Series            | Sam Hunt Racing                         | 1            | 0            | 0            | 0            | 0            | 22           | 59º          |
| 2022 | Russian Endurance - Class CN     | G-Drive Racing                          | 2            | 2            | 2            | 2            | 2            | -            | 1º           |

† – Non gli vengono assegnati punti in quanto wild-card.
* Stagione in corso.

### Risultati nella Eurocup Formula Renault 2.0
(legenda) (Le gare in grassetto indicano la pole position) (Gare in corsivo indicano Gpv)
| Anno | Team                      | 1   | 2   | 3   | 4   | 5   | 6   | 7   | 8   | 9   | 10  | 11  | 12  | 13  | 14  | 15  | 16  | Punti | Pos. |
| ---- | ------------------------- | --- | --- | --- | --- | --- | --- | --- | --- | --- | --- | --- | --- | --- | --- | --- | --- | ----- | ---- |
| 2010 | Koiranen Bros. Motorsport | ALC | ALC | SPA | SPA | BRN | BRN | MAG | MAG | HUN | HUN | HOC | HOC | SIL | SIL | CAT | CAT | 0     | NC†  |
| 2010 | Koiranen Bros. Motorsport |     |     |     |     |     |     |     |     |     |     |     |     |     |     | 18  | 8   | 0     | NC†  |
| 2011 | Koiranen Motorsport       | ALC | ALC | SPA | SPA | NÜR | NÜR | HUN | HUN | SIL | SIL | LEC | LEC | CAT | CAT |     |     | 115   | 3º   |
| 2011 | Koiranen Motorsport       | Rit | 5   | 4   | 1   | 7   | 1   | 3   | 11  | 8   | 5   | 2   | 3   | 3   | Rit |     |     | 115   | 3º   |
| 2012 | Koiranen Motorsport       | ALC | ALC | SPA | SPA | NÜR | NÜR | MSC | MSC | HUN | HUN | LEC | LEC | CAT | CAT |     |     | 234   | 2º   |
| 2012 | Koiranen Motorsport       | 1   | 1   | 4   | 1   | 5   | 22  | 1   | 1   | Rit | 1   | 2   | 1   | 3   | 8   |     |     | 234   | 2º   |

† Poiché Kvjat era un pilota ospite, non era idoneo a segnare punti in campionato.

### Risultati nella Formula 3 europea
(legenda) (Le gare in grassetto indicano la pole position) (Gare in corsivo indicano Gpv)
| Anno | Team   | Motore     | 1   | 2   | 3   | 4   | 5   | 6   | 7   | 8   | 9   | 10  | 11  | 12  | 13  | 14  | 15  | 16  | 17  | 18  | 19  | 20  | 21  | 22  | 23  | 24  | 25  | 26  | 27  | 28  | 29  | 30  | Punti | Pos. |
| ---- | ------ | ---------- | --- | --- | --- | --- | --- | --- | --- | --- | --- | --- | --- | --- | --- | --- | --- | --- | --- | --- | --- | --- | --- | --- | --- | --- | --- | --- | --- | --- | --- | --- | ----- | ---- |
| 2013 | Carlin | Volkswagen | MNZ | MNZ | MNZ | SIL | SIL | SIL | HOC | HOC | HOC | BRH | BRH | BRH | RBR | RBR | RBR | NOR | NOR | NOR | NÜR | NÜR | NÜR | ZAN | ZAN | ZAN | VAL | VAL | VAL | HOC | HOC | HOC | 0     | NC‡  |
| 2013 | Carlin | Volkswagen |     |     |     |     |     |     | 10  | 12  | 3   | 10  | 12  | 14  | 2   | 2   | 2   | Rit | 12  | Rit | 9   | 13  | 16  | 1   | 3   | 4   | 4   | 3   | 7   |     |     |     | 0     | NC‡  |

‡ Poiché Kvjat era un pilota ospite, non era idoneo a segnare punti in campionato.

### Risultati in GP3 Series
(legenda) (Le gare in grassetto indicano la pole position) (Gare in corsivo indicano Gpv)
| Anno | Team     | 1   | 2   | 3   | 4   | 5   | 6   | 7   | 8   | 9   | 10  | 11  | 12  | 13  | 14  | 15  | 16  | Punti | Pos. |
| ---- | -------- | --- | --- | --- | --- | --- | --- | --- | --- | --- | --- | --- | --- | --- | --- | --- | --- | ----- | ---- |
| 2013 | MW Arden | CAT | CAT | VAL | VAL | SIL | SIL | NÜR | NÜR | HUN | HUN | SPA | SPA | MNZ | MNZ | YMC | YMC | 168   | 1º   |
| 2013 | MW Arden | 20  | Rit | 4   | 5   | 4   | 4   | Rit | 16  | 3   | 7   | 1   | 6   | 1   | 2   | 1   | 5   | 168   | 1º   |

### Risultati in Formula 1
| 2013 | Scuderia   | Vettura |  |  |  |  |  |  |  |  |  |  |  |  |  |  |  |  |  |    |    |  |  |  |  |  | Punti | Pos. |
| ---- | ---------- | ------- |  |  |  |  |  |  |  |  |  |  |  |  |  |  |  |  |  | -- | -- |  |  |  |  |  | ----- | ---- |
| 2013 | Toro Rosso | STR8    |  |  |  |  |  |  |  |  |  |  |  |  |  |  |  |  |  | SP | SP |  |  |  |  |  | –     |      |

| 2014 | Scuderia   | Vettura |   |    |    |    |    |     |     |     |   |     |    |   |    |    |    |    |    |    |     |  |  |  |  |  | Punti | Pos. |
| ---- | ---------- | ------- | - | -- | -- | -- | -- | --- | --- | --- | - | --- | -- | - | -- | -- | -- | -- | -- | -- | --- |  |  |  |  |  | ----- | ---- |
| 2014 | Toro Rosso | STR9    | 9 | 10 | 11 | 10 | 14 | Rit | Rit | Rit | 9 | Rit | 14 | 9 | 11 | 14 | 11 | 14 | 15 | 11 | Rit |  |  |  |  |  | 8     | 15º  |

| 2015 | Scuderia | Vettura |    |   |     |   |    |   |   |    |   |   |   |    |   |    |   |     |   |   |    |  |  |  |  |  | Punti | Pos. |
| ---- | -------- | ------- | -- | - | --- | - | -- | - | - | -- | - | - | - | -- | - | -- | - | --- | - | - | -- |  |  |  |  |  | ----- | ---- |
| 2015 | Red Bull | RB11    | NP | 9 | Rit | 9 | 10 | 4 | 9 | 12 | 6 | 2 | 4 | 10 | 6 | 13 | 5 | Rit | 4 | 7 | 10 |  |  |  |  |  | 95    | 7º   |

| 2016 | Scuderia            | Vettura    |    |   |   |    |    |     |    |     |     |    |    |    |    |     |   |    |    |    |    |    |     |  |  |  | Punti | Pos. |
| ---- | ------------------- | ---------- | -- | - | - | -- | -- | --- | -- | --- | --- | -- | -- | -- | -- | --- | - | -- | -- | -- | -- | -- | --- |  |  |  | ----- | ---- |
| 2016 | Red Bull Toro Rosso | RB12 STR11 | NP | 7 | 3 | 15 | 10 | Rit | 12 | Rit | Rit | 10 | 16 | 15 | 14 | Rit | 9 | 14 | 13 | 11 | 18 | 13 | Rit |  |  |  | 25    | 14º  |

| 2017 | Scuderia   | Vettura |   |     |    |    |   |    |     |     |    |    |    |    |    |     |  |  |    |  |  |  |  |  |  |  | Punti | Pos. |
| ---- | ---------- | ------- | - | --- | -- | -- | - | -- | --- | --- | -- | -- | -- | -- | -- | --- |  |  | -- |  |  |  |  |  |  |  | ----- | ---- |
| 2017 | Toro Rosso | STR12   | 9 | Rit | 12 | 12 | 9 | 14 | Rit | Rit | 16 | 15 | 11 | 12 | 12 | Rit |  |  | 10 |  |  |  |  |  |  |  | 5     | 19º  |

| 2019 | Scuderia   | Vettura |    |    |     |     |   |   |    |    |    |   |   |    |   |     |    |    |    |    |    |    |   |  |  |  | Punti | Pos. |
| ---- | ---------- | ------- | -- | -- | --- | --- | - | - | -- | -- | -- | - | - | -- | - | --- | -- | -- | -- | -- | -- | -- | - |  |  |  | ----- | ---- |
| 2019 | Toro Rosso | STR14   | 10 | 12 | Rit | Rit | 9 | 7 | 10 | 14 | 17 | 9 | 3 | 15 | 7 | Rit | 15 | 12 | 10 | 11 | 12 | 10 | 9 |  |  |  | 37    | 13º  |

| 2020 | Scuderia   | Vettura |    |    |    |     |    |    |    |   |   |   |    |    |   |    |    |   |    |  |  |  |  |  |  |  | Punti | Pos. |
| ---- | ---------- | ------- | -- | -- | -- | --- | -- | -- | -- | - | - | - | -- | -- | - | -- | -- | - | -- |  |  |  |  |  |  |  | ----- | ---- |
| 2020 | AlphaTauri | AT01    | 12 | 10 | 12 | Rit | 10 | 12 | 11 | 9 | 7 | 8 | 15 | 19 | 4 | 12 | 11 | 7 | 11 |  |  |  |  |  |  |  | 32    | 14º  |

| Legenda | 1º posto     | 2º posto | 3º posto    | A punti         | Senza punti/Non class.  | Grassetto – Pole position Corsivo – Giro più veloce |
| Legenda | Squalificato | Ritirato | Non partito | Non qualificato | Solo prove/Terzo pilota | Grassetto – Pole position Corsivo – Giro più veloce |

### Risultati nel WEC
| Anno    | Squadra               | Classe   | Vettura          | SEB | ALG | SPA | LMS | MON | FUJ | BHR |     | Punti | Pos. |
| ------- | --------------------- | -------- | ---------------- | --- | --- | --- | --- | --- | --- | --- | --- | ----- | ---- |
| 2023    | Prema Racing          | LMP2     | Oreca 07         | 2   | 4   | 10  | Rit | 7   | 10  | 5   |     | 63    | 9°   |
| Anno    | Squadra               | Classe   | Vettura          | QAT | IMO | SPA | LMS | SÃO | COA | FUJ | BHR | Punti | Pos. |
| 2024    | Lamborghini Iron Lynx | Hypercar | Lamborghini SC63 | 13  | 12  | Rit | 10  | 17  | 14  | Rit | Rit | 2     | 31°  |
| Legenda |                       |          |                  |     |     |     |     |     |     |     |     |       |      |

* Stagione in corso.

### Risultati alla 24 ore di Le Mans
| Anno | Team                  | Co-Piloti                        | Auto             | Classe   | Giri | Pos. | Classe Pos. |
| ---- | --------------------- | -------------------------------- | ---------------- | -------- | ---- | ---- | ----------- |
| 2023 | Prema Team            | Doriane Pin Mirko Bortolotti     | Oreca 07-Gibson  | LMP2     | 113  | Rit  | Rit         |
| 2024 | Lamborghini Iron Lynx | Mirko Bortolotti Edoardo Mortara | Lamborghini SC63 | Hypercar | 309  | 10°  | 10°         |